# Xiaoshan (socken)
Xiaoshan (kinesiska: 小山乡, 小山) är en socken i Kina. Den ligger i den autonoma regionen Guangxi, i den södra delen av landet, omkring 130 kilometer väster om regionhuvudstaden Nanning. Antalet invånare är 11164. Befolkningen består av 5 454 kvinnor och 5 710 män. Barn under 15 år utgör 20,0 %, vuxna 15-64 år 66 %, och äldre över 65 år 13,0 %.
Genomsnittlig årsnederbörd är 1 843 millimeter. Den regnigaste månaden är augusti, med i genomsnitt 316 mm nederbörd, och den torraste är februari, med 28 mm nederbörd.